# Coleophora polycarpaeae
Coleophora polycarpaeae is een vlinder uit de familie kokermotten (Coleophoridae). De wetenschappelijke naam is voor het eerst geldig gepubliceerd in 1927 door Hering.
De soort komt voor in Europa.